# Irene Tedrow

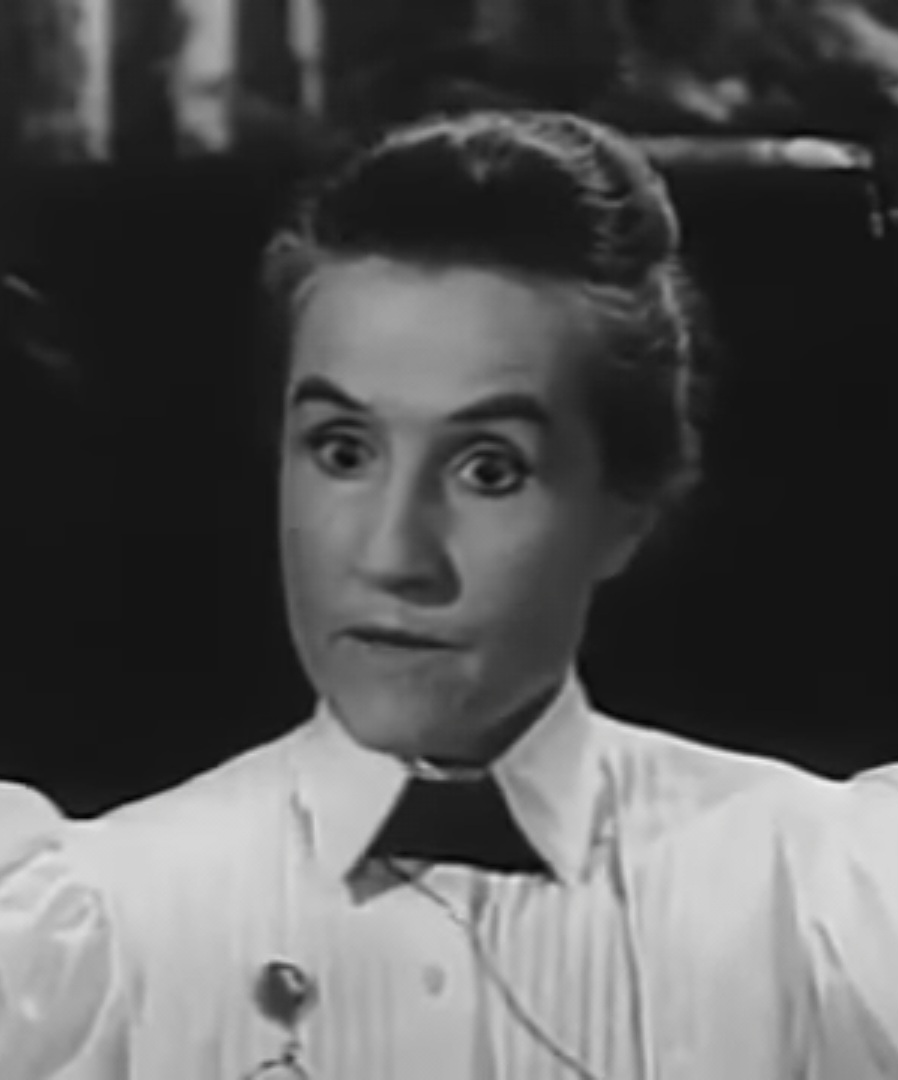
Irene Tedrow in der TV-Serie One Step Beyond, Episode The Captain’s Guest

Irene Tedrow (* 3. August 1907 in Denver, Colorado; † 10. März 1995 in North Hollywood, Los Angeles, Kalifornien) war eine US-amerikanische Schauspielerin.

## Leben
Irene Tedrow spielte bereits als Teenager am Theater, sodass sie nach ihrem Schulabschluss Schauspiel an der Carnegie Tech in Pittsburgh studierte, von der sie 1929 ihren Abschluss mit einem Bachelor of Arts erhielt. Anschließend spielte sie einige Jahre Theater am Broadway bei Maurice Evans Company. So trat sie unter anderem auch bei der A Century of Progress, der Chicagoer Weltausstellung 1934, auf. Nebenbei spielte sie vereinzelt im Radio, bevor sie 1937 ihren ersten Filmvertrag unterzeichnete.
In den Jahren 1940 bis 1989 war Tedrow in mehr als 180 Film- und Fernsehproduktionen zu sehen. Zwei Mal wurde sie im Verlauf ihrer Karriere für den Emmy nominiert.
Am 10. März 1995 verstarb Irene Tedrow im Alter von 87 Jahren an den Folgen eines Herzinfarktes. Die Witwe, die zuvor mit William Kent verheiratet war, hinterließ zwei Kinder, darunter die Schauspielerin Enid Kent, sowie drei Enkel.

## Filmografie (Auswahl)
- 1940: We Who Are Young
- 1941: Cheers for Miss Bishop
- 1942: Der Besessene von Tahiti (The Moon and Sixpence)
- 1943: Dr. Gillespie’s Criminal Case
- 1943: Von Agenten gejagt (Journey Into Fear)
- 1944: Song of the Open Road
- 1945: Onkel Harrys seltsame Affäre (The Strange Affair of Uncle Harry)
- 1947: Liebe auf den zweiten Blick (Living in a Big Way)
- 1948: Ein Mann für Millie (The Mating of Millie)
- 1951: Auf Bewährung freigelassen (The Company She Keeps)
- 1955: … und nicht als ein Fremder (Not as a Stranger)
- 1955: Die Mestizin von Santa Fe (Santa Fe Passage)
- 1957: Die Spur des Gangsters (Hot Summer Night)
- 1957: Tödlicher Skandal (Slander)
- 1958: Hitzewelle (Hot Spell)
- 1958: Vom Teufel geritten (Saddle the Wind)
- 1959: Northwest Passage (Fernsehserie, Folge „The Bound Women“)
- 1960: Früchte einer Leidenschaft (All the Fine Young Cannibals)
- 1960: Meisterschaft im Seitensprung (Please Don’t Eat the Daisies)
- 1961: Die Vermählung ihrer Eltern geben bekannt (The Parent Trap)
- 1961: Massaker im Morgengrauen (A Thunder of Drums)
- 1965: Cincinnati Kid (The Cincinnati Kid)
- 1968: Bonanza (Fernsehserie, Folge Der Wind in den Bäumen)
- 1969: Der Komiker (The Comic)
- 1970: Getting Straight
- 1977: Dr. Seuss – An Halloween kommt Grinch (Halloween Is Grinch Night)
- 1977: In der Gewalt der Riesenameisen (Empire of the Ants)
- 1978: Die gläserne Puppe (Child of Glass)
- 1978: Eine ganz krumme Tour (Foul Play)
- 1979: Die zwei Welten der Jenny Logan (The Two Worlds of Jennie Logan)
- 1980: Wahnsinnsjagd um Mitternacht (Midnight Madness)
- 1981: Jede Nacht zählt (All Night Long)
- 1988: Eine verhängnisvolle Erfindung (14 Going on 30)